# Biwojno
Biwojno (Biwoyno) – polski herb szlachecki, odmiana herbu Mogiła.

## Opis herbu
Opis z wykorzystaniem zasad blazonowania, zaproponowanych przez Alfreda Znamierowskiego:
W polu czarnym mogiła szara, pod którą krzyż złoty.
W klejnocie nad hełmem w koronie trzy pióra strusie.

## Najwcześniejsze wzmianki
Herb po raz pierwszy pojawia się u Wojciecha Wijuka Kojałowicza w Nomenclatorze (1656, reprint 1905). Przedstawione jest tam tylko bezbarwne godło, stylizowane na znak runiczny. Podług Kojałowicza, przysługiwać miał rodzinie Biwojno (Biwoyno) w oszmiańskiem. Rekonstrukcje barw i klejnotu podał dopiero Juliusz Karol Ostrowski.

## Herbowni
Herb ten, jako herb własny, przysługiwał tylko jednej rodzinie herbownych:
Biwojno (Biwoyno).